# Austrolentinus
Austrolentinus — рід грибів родини Трутовикові. Класифіковано у 1991 році.

## Класифікація
До роду Austrolentinus відносять 1 вид:
- Austrolentinus tenebrosus